# Giovanni Bottesini

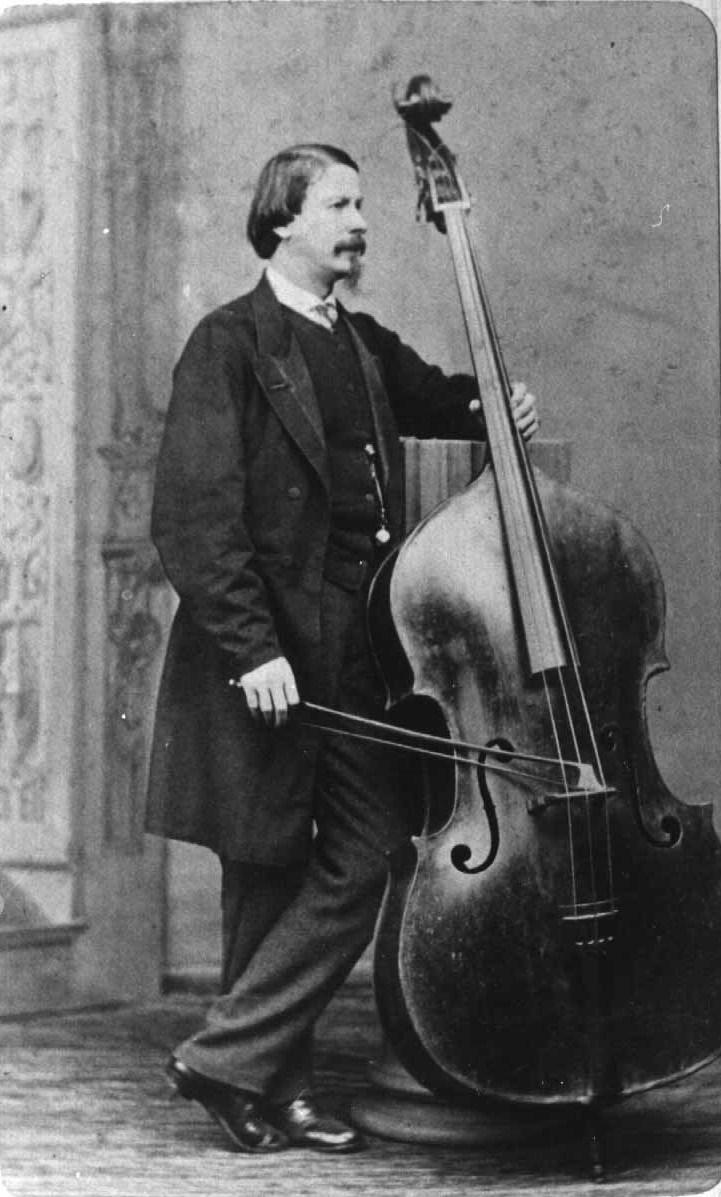
Giovanni Bottesini mit seinem bevorzugten Instrument, dem auf 1716 datierten Testore-Bass.

Giovanni Bottesini (* 22. Dezember 1821 in Crema; † 7. Juli 1889 in Parma) war ein italienischer Kontrabassist, Dirigent und Komponist. In die Musikgeschichte ging sein Name vor allem dadurch ein, dass er die Uraufführung von Giuseppe Verdis Oper Aida am 24. Dezember 1871 in Kairo dirigierte. Ferner galt Bottesini als der führende Kontrabass-Virtuose seiner Zeit. Einen Großteil seiner Kompositionen hat er für dieses Instrument geschrieben, die meisten dieser Stücke sind bis zur Gegenwart im Repertoire von Kontrabass-Solisten präsent.

## Herkunft, Jugend und Ausbildung

### Kindheit und erster Unterricht in Crema

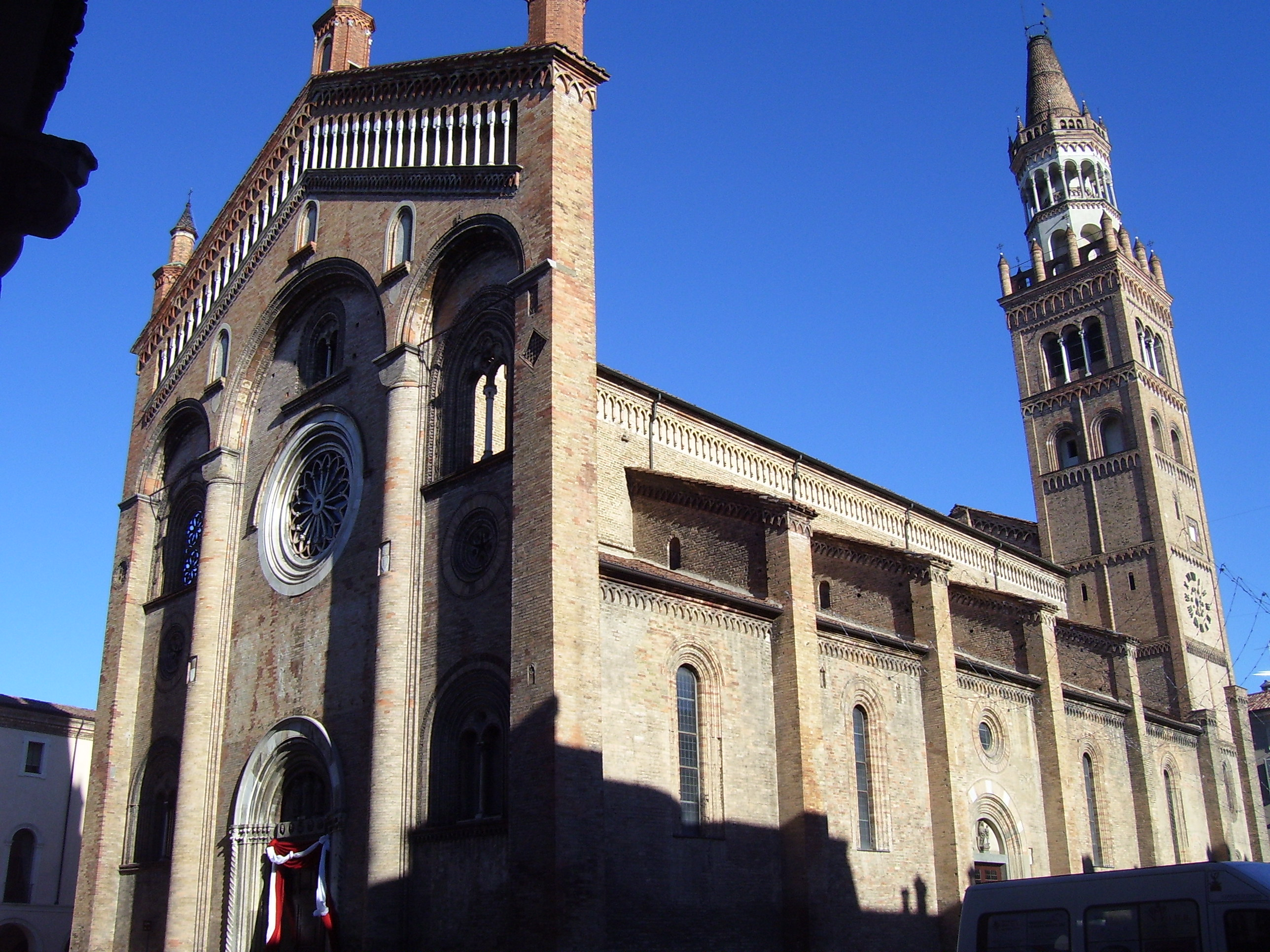
Der Dom von Crema, einer der Orte, an denen der junge Bottesini seine musikalische Laufbahn begann.

Viele Angaben über Bottesinis Jugendjahre sind unklar und teilweise widersprüchlich. Während primäre Quellen – etwa entsprechende Einträge im Taufregister – von den frühen Biographen des Musikers nicht konsultiert wurden oder werden konnten, bot der später weltweit bekannte „rechte Bohémien“ (so Friedrich Warnecke) zur Genüge Stoff für verklärende, spekulative und zum Teil frei erfundene Darstellungen. Im Musikleben des 19. Jahrhunderts spielten die reisenden Virtuosen (berühmt sind bis heute die legendenbehafteten Viten Niccolò Paganinis oder Franz Liszts) eine Rolle, die derjenigen gegenwärtiger Popstars in vielerlei Hinsicht ähnelt. Die zahlreich überlieferten Berichte stammen deswegen nicht nur von sachkundigen Zeitgenossen, sondern in mindestens ebenso großem Umfang aus der damaligen „Klatschpresse“.
Bereits hinsichtlich des exakten Geburtsdatums sowie des Taufnamens des Musikers weichen die Angaben erheblich voneinander ab; neben dem eingangs erwähnten Geburtstag werden häufig auch der 24. Dezember und die Jahre 1822 beziehungsweise 1823 genannt. Erst die anlässlich des 100. Todestags von Bottesini, also 1989, unter der Leitung des Musikhistorikers Luigi Inzaghi erstellten Arbeiten zeichnen sich durch umfangreiche Quellenarbeit aus. Der lateinisch verfasste Eintrag im Kirchenbuch des Doms von Crema vermerkt demnach unter dem Datum „23 Xbris [decembris] 1821“, dass der Sohn von Pietro Bottesini und seiner Frau Maria, geb. Spinelli, um 1 Uhr nachts am Vortag geboren und auf den Namen Ioannes Paulus getauft worden sei.
Als unstreitig oder doch zumindest unwidersprochen gilt, dass Giovanni Bottesini einer musikalischen Familie entstammte. Sein Vater Pietro „war ein geschätzter Klarinettist und ein wenn auch nur wenig bedeutender Komponist bescheidener Musikstücke“. 1831 gaben die Eltern ihren Sohn in die Obhut des Geistlichen Carlo Cogliati, der Giovanni im Spiel auf Violine und Bratsche unterrichtete. Als erster Violinist im Domorchester von Crema spielte Cogliati eine wichtige Rolle im regen Musikleben des kleinen oberitalienischen Städtchens, und er verhalf seinem Schützling binnen kurzer Zeit zu ersten Auftrittserfahrungen. Neben seinem Studium der beiden Streichinstrumente musste Bottesini „im Kirchenchor als Sopransänger mitwirken und bei gelegentlichen Musikaufführungen [im Teatro Sociale di Crema] die Pauke bedienen“.

### Die Studienjahre in Mailand

Bottesini im Alter von etwa 20 Jahren.

1835 ersuchte Bottesinis Vater auf Anraten Cogliatis um Aufnahme des noch nicht Vierzehnjährigen am Konservatorium in Mailand, wozu der Sohn wenig begüterter Eltern allerdings ein Stipendium benötigte. In Verbindung mit einer solchen Beihilfe waren jedoch in diesem Jahr nur mehr Studienplätze für Fagott und Kontrabass verfügbar. Innerhalb weniger Wochen bereitete sich Bottesini auf das Vorspiel für die Klasse des renommierten Kontrabass-Professors Luigi Rossi vor und wurde zugelassen. Von dieser Aufnahmeprüfung berichtet auch die früheste Anekdote aus Bottesinis Leben, deren Pointe zu einem bis heute unter Kontrabassisten beliebten „geflügelten Wort“ geworden ist. Der Junge habe seine noch mangelhafte Intonation gegenüber der Jury folgendermaßen kommentiert:

“Sento o Signori, di stonare, ma quando saprò dove posare le dita, allora non stonerò più!”

„Ich bedaure, meine Herren, so falsch gespielt zu haben, aber wenn ich erst einmal weiß, wohin ich meine Finger setzen muss, wird mir das nicht mehr passieren!“

Bottesinis ursprüngliche Hoffnung war es gewesen, nach einmal erreichter Aufnahme am Konservatorium früher oder später doch noch sein Geigenstudium fortsetzen zu können. Diesen Plan verfolgte er jedoch nicht weiter, als sich binnen kurzer Zeit erwies, dass er als Kontrabassist rasche Fortschritte machte und zu einem der erfolgreichsten Studenten seines Jahrgangs wurde. Neben seinem Hauptfachstudium ließ sich der junge Giovanni „mit Eifer“ auch in den Fächern Klavier, Musiktheorie und Komposition ausbilden. Bottesinis Lehrer in diesen zusätzlichen Fächern waren Gaetano Piantanida, Francesco Basili, Pietro Ray und Nicola Vaccai, deren Namen heute kaum mehr Musikhistorikern geläufig sind, die aber damals hohes Ansehen als Dozenten genossen. Trotz dieses umfangreichen Pensums gelang es Bottesini, den am Conservatorio di Milano auf sechs Jahre angelegten Pflichtstudiengang innerhalb von vier Jahren zu absolvieren. Das Institut verlieh ihm zusätzlich einen Preis von 300 Francs für sein herausragendes Solospiel.
Einen Teil dieses Geldes verwendete er für den Kauf eines durch ihn selbst später berühmt gewordenen Kontrabasses, den Carlo Antonio Testore im Jahr 1716 gebaut hatte. Bottesini selbst berichtete, dass er das Instrument in einer Abstellkammer eines Mailänder Marionettentheaters entdeckt und dann dem Nachlassverwalter des verstorbenen Bassisten Fiando für 900 Lire abgekauft habe.
Auch die Geschichte um den Erwerb des Testore-Basses, der nach Bottesinis Tod lange als verschollen galt und erst Mitte des 20. Jahrhunderts in den Niederlanden wieder identifiziert werden konnte, ist in verschiedenen, teils detailfreudig ausgeschmückten Varianten überliefert. So erwähnt Warnecke, ohne eine Quelle hierfür zu nennen, einen „interessierten Verwandten“ namens Rocchetti, der zum Erwerb des Instruments einen Betrag von „600 Franken“ beigesteuert habe. Aus dem überreichen Anekdotenschatz um Bottesini und sein Instrument sei der Kuriosität halber hier nur noch die Behauptung erwähnt, dass Testore den Bass aus dem Holz des Baumes gefertigt habe, unter dem Siddharta Gautama Erleuchtung in der Meditation gefunden habe; Bottesini selbst stamme in direkter Linie von Buddha ab, was sich an der Ähnlichkeit der Namen zeige. Da obendrein der Stachel des Instruments aus einem Stück vom Wahren Kreuz gedrechselt sei, habe der Musiker Träger beschäftigt, deren Aufgabe einzig und allein darin bestand, dafür zu sorgen, dass der kostbare Bass sich ständig in der Nähe seines Eigentümers befände.

## Karriere als Virtuose

### Anfänge in Italien und Österreich

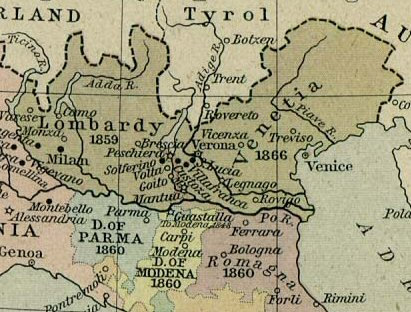
Bottesinis oberitalienische Heimat gehörte bis 1859 größtenteils zum Einflussbereich der Habsburgermonarchie.

Im Jahre 1840 begann Bottesinis Aufstieg zum international gefeierten Virtuosen mit einem triumphalen Gastspiel im Teatro Comunale seiner Heimatstadt Crema. Noch im selben Jahr gab er Solokonzerte in Triest, Brescia, der berühmten Mailänder Scala und schließlich auch in Wien. Wie in der damaligen Musikberichterstattung üblich, wurde Bottesinis Karriere von Kritikern stets in den schillerndsten Farben dargestellt. Neben dem bereits geschilderten Zeitgeschmack, der Virtuosen besonders schätzte, spielt hierbei selbstverständlich eine Rolle, dass Bottesinis Instrument – der Kontrabass – in seiner solistischen Wirkung dem breiten Publikum weitgehend unbekannt war. Carniti weist darüber hinaus darauf hin, dass die Zeitumstände für eine derartige Karriere in den Jahren vor Beginn des Risorgimento außergewöhnlich günstig waren, weil „die Entfaltung einer regen Kunstpolitik von den gärenden Freiheitsbestrebungen des jungen Italien ablenkte“. Jungen italienischen Musikern stand der Weg auf die Bühnen Mitteleuropas weit offen, denn „Wien und Mailand hatten denselben Opernimpresario, und in der Kaiserstadt gaben italienische Künstler allenthalben den Ton an.“
Selbst der berühmte und gefürchtete Wiener Musikkritiker Eduard Hanslick, der für seine Missbilligung „leeren Virtuosentums“ und seine Abneigung gegenüber dem „italienischen Geschmack“ bekannt war, versagte Bottesini seine Anerkennung nicht:

„Ein widerspenstigeres Material für die Bravour kann es aber kaum geben, als den Contrabass, und einen vollkommeneren Bändiger desselben auch nicht, als Bottesini. Glaubt jemand, das Staunen über technische Virtuosität verlernt zu haben, bei Bottesinis Production wird er es wieder lernen. Daß ein ästhetischer Eindruck, welcher hauptsächlich aus dem Erstaunen resultirt, kein nachhaltiger sei, bedarf freilich nicht erst eines Beweises. Hingegen verdient Bottesini das ausdrückliche Lob, daß er auch in der Bravour mit Geschmack verfährt und jene bajazzoartigen Charlatanerien verschmäht, mit denen auf derlei Ausnahmeinstrumenten so gern geflunkert wird.“

Nach dieser ersten und für ihn sehr erfolgreichen Konzertreise kehrte Bottesini zunächst in seine italienische Heimat zurück, um auch Erfahrungen im Ensemblespiel, das heißt als Orchester-Kontrabassist, zu sammeln. Typisch für seinen Lerneifer ist dabei die Tatsache, dass er es nicht verschmähte, zunächst eine untergeordnete Stelle (angeblich am letzten Pult) in der Bassgruppe des Opernorchesters am Teatro Grande im relativ provinziellen Brescia anzunehmen. In den folgenden Spielzeiten erhielt er dann zusehends renomméeträchtigere Engagements; seine letzte feste Orchesterstelle hatte er 1845/46 am Teatro San Benedetto in Venedig. Dort lernte der Bassist auch den Komponisten Giuseppe Verdi kennen, mit dem ihn eine lebenslange Freundschaft verbinden sollte.

### Tourneetätigkeit in Amerika und im übrigen Europa

Bottesini und Arditi

1846 ging Bottesini wieder nach Mailand, um mit seinem ehemaligen Kommilitonen, dem Geiger Luigi Arditi, das Programm für eine bevorstehende gemeinsame Tournee zu proben. Diese Konzertreise begann im Frühsommer in Turin und endete in der Kleinstadt Voghera, wo ein Konzertagent auf die beiden Musiker aufmerksam wurde und sie umgehend für ein Engagement im Teatro Tacón in Havanna verpflichtete.
Von nun an befand sich Bottesini für beinahe den gesamten Rest seines Lebens mehr oder weniger ständig auf Reisen. Wie kaum ein anderer Instrumentalmusiker vor ihm machte er sich dabei die rasanten Fortschritte im Verkehrswesen zunutze, die zu dieser Zeit einen schnellen, sicheren und komfortablen Transport für ihn selbst und sein Instrument zu ermöglichen begannen: Das Eisenbahnnetz in Europa und Nordamerika wurde in der zweiten Hälfte des 19. Jahrhunderts immer weiter ausgebaut, und seit Ende der 1830er Jahre hatten verschiedene Schifffahrtsgesellschaften angefangen, einen regelmäßigen Linienverkehr auf den Transatlantik-Routen einzurichten.
Die Situation im Havanna der Jahrhundertmitte ähnelte in vieler Hinsicht der in Italien: Kuba war die letzte bedeutende Kolonie, die Spanien auf dem amerikanischen Kontinent verblieben war. Eine nachdrückliche Förderung des kulturellen Lebens diente auch hier dazu, von den Bestrebungen nach politischer Unabhängigkeit vom Mutterland abzulenken. In diesem Umfeld fiel es dem kaum 25-jährigen „Star“ nicht schwer, weitere Erfolge für sich zu verbuchen. Er begann bald, als Dirigent an einem der Opernhäuser Havannas, dem Teatro Imperial, zu arbeiten, für das er 1847 auch seine erste Oper Christoforo Colombo schrieb. Bottesini dirigierte die Aufführungen der zweiaktigen Oper persönlich. In der Pause betrat er mit seinem Kontrabass die Bühne und improvisierte virtuos über die Themen des Werkes, was beim Publikum begeistert aufgenommen wurde. Der Korrespondent der Gazzetta Musicale di Milano berichtete am 23. September 1847 über die Erfolge seines Landsmanns in Kuba:

„Wenn der Impresario des Theaters von Havanna ein volles Haus haben wollte, brauchte er nur anzukündigen, dass Bottesini ein Konzert gibt.“

Von Havanna aus unternahm Bottesini mehrere Gastspielreisen nach Mexiko und in die USA. 1849 verließ er die Neue Welt zeitweilig wieder, um für einige Monate in England zu gastieren, darunter an so prestigeträchtigen Orten wie dem Londoner Theatre Royal Drury Lane.

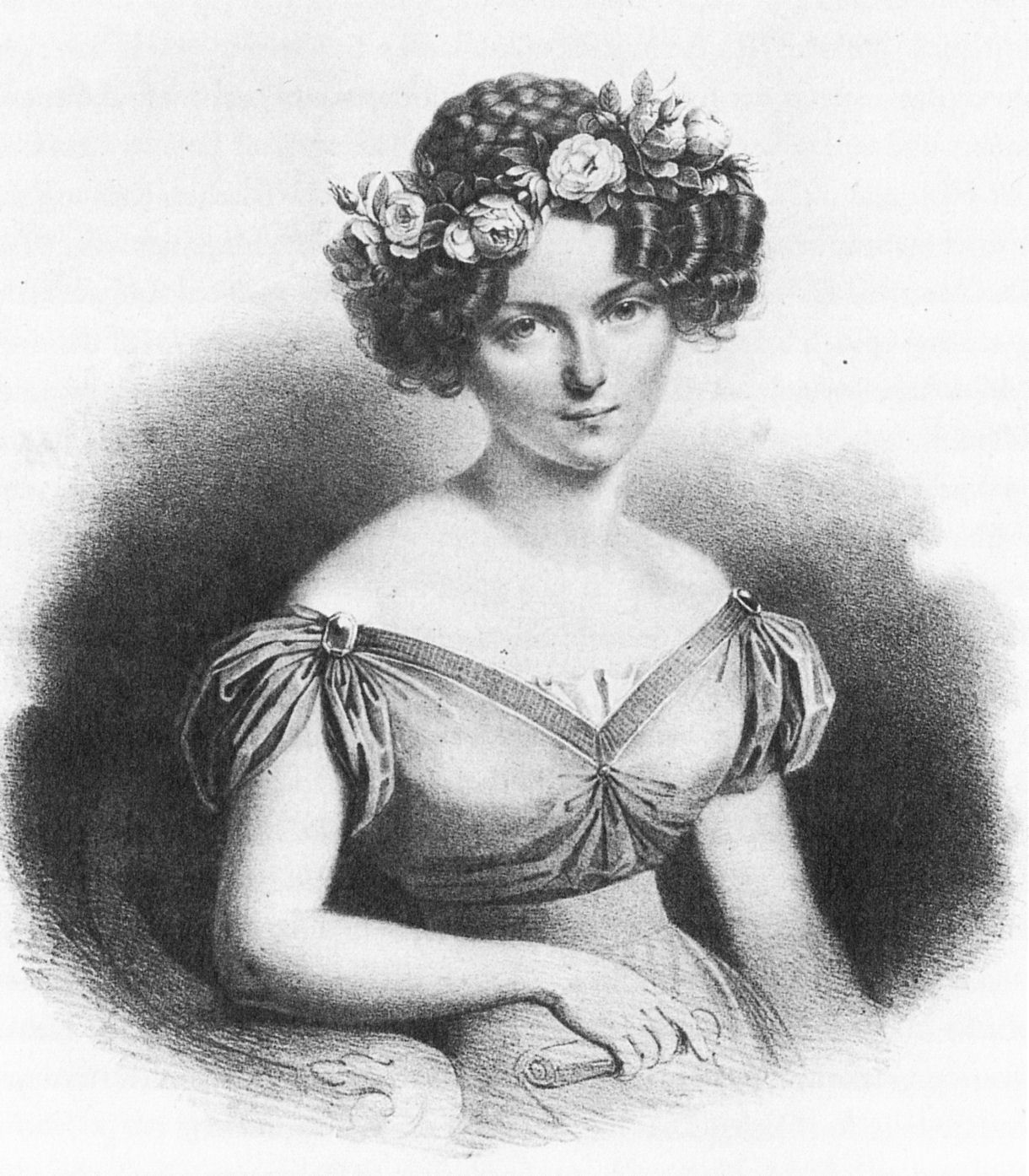
Henriette Sontag (1806–1854) auf einem Porträt von Franz Krüger.

In der Folge begann Bottesini „ein fortgesetztes, fast fünfjähriges ununterbrochenes Reisen von und nach der neuen und alten Welt, auf dem ihm zu folgen geradezu unmöglich ist“. Unter anderem verpflichtete ihn die Sängerin Henriette Sontag als Kapellmeister für ihr Gastspiel am Teatro Santa Ana in Mexiko-Stadt. Durch den plötzlichen Tod der Sontag unversehens arbeitslos geworden, fiel es dem mit ausgesprochenem Organisationstalent versehenen Bassisten dennoch nicht schwer, sich schnell ein neues Betätigungsfeld zu verschaffen: So geht die Gründung des ersten Konservatoriums in der mexikanischen Hauptstadt maßgeblich auf seine Initiative zurück. Auch am Kompositionswettbewerb zur Nationalhymne Mexikos nahm der Italiener teil, sein Beitrag wurde zunächst prämiert, dann aber aus unklaren Gründen wieder zurückgewiesen. Mit der Uraufführung der letztlich akzeptierten Hymne (von Jaime Nunó) am 15. September 1854 betraute die Regierung aber dennoch Bottesini.

Ein „Autogramm“ Bottesinis vom 22. Mai 1852 mit einem viertaktigen Musikzitat.

Im Sommer 1855 leitete Bottesini in Paris gemeinsam mit Hector Berlioz ein international besetztes Orchester, das anlässlich der Weltausstellung eigens zusammengestellt worden war, aber erst 1856 kehrte er wieder dauerhaft nach Europa zurück. Zunächst ließ er sich erneut in Paris nieder, wo er für knapp zwei Jahre die Leitung des Orchesters am Théâtre-Italien übernahm. In der französischen Hauptstadt verfolgte man Bottesinis umfangreiche Aktivitäten als Virtuose, Dirigent und Komponist mit großem Interesse: Allein in der Revue et Gazette Musicale de Paris wurde 1856 neunundzwanzigmal über ihn berichtet. Ein von seinem Impresario Ullmann eigens arrangierter Auftritt fand im Tuilerien-Palast vor Napoleon III. statt. Das Konzert war als „Geste der Versöhnung“ zwischen Franzosen und Italienern gedacht, hatte doch der Italiener Felice Orsini im Januar 1858 ein Attentat auf den Kaiser verübt. Eine besondere künstlerische Ehrung stellte dagegen einige Monate später die Konzerteinladung seitens des Conservatoire dar.
Erfolge dieser Art machten es dem umtriebigen Agenten Ullmann leicht, seinem Klienten Konzertauftritte und auch längerfristige Engagements in allen Kulturmetropolen Europas zu vermitteln. So spielte und dirigierte Bottesini in den 1860er Jahren in fast allen größeren Städten Deutschlands, Italiens und Skandinaviens sowie in Monaco, Lissabon, Madrid und Barcelona. Darüber hinaus konzertierte er 1866 in St. Petersburg am Hof des russischen Zaren Alexander II. und 1873 in Istanbul vor Sultan Abdülaziz. Besonders häufig kam er ins mondäne Baden-Baden, das seinerzeit einer der beliebtesten Kurorte der europäischen Oberschicht und ein Zentrum des Musiklebens war. Auch bei Ausbruch der Feindseligkeiten zu Beginn des Deutsch-Französischen Krieges im Sommer 1870 gastierte der Musiker dort und beging den Fauxpas, aus seinen Sympathien für Napoleon III. (der in den vorangegangenen Jahren die nationalen Einigungsbestrebungen in Italien gegen die österreichische Fremdherrschaft unterstützt hatte) keinen Hehl zu machen. Nach der sofortigen Ausweisung aus Deutschland – wo er in den folgenden Jahren nur noch selten und mit spürbar geringerer Publikumsresonanz auftrat – ließ sich Bottesini zunächst kurzfristig in London nieder, bevor er im Mai 1871 durch die Fürsprache Verdis zum Leiter der Khedivischen Oper in Kairo berufen wurde.

## Der Dirigent und Komponist

Das Khedivische Opernhaus in Kairo um 1890.

Der Berufsstand des Dirigenten war um 1850 eine relativ neue Erscheinung, dessen Aufgaben noch nicht so hochspezialisiert waren wie in der Gegenwart. Das im Allgemeinen dargebotene Repertoire der Opern- und Konzerthäuser bot in weit höherem Maße als heute aktuelle Werke, die vom Komponisten zusammen mit den beteiligten Musikern eingeprobt und interpretiert wurden. Bottesini bildete also in seiner Zeit keine Ausnahmeerscheinung, wenn er nur selten über einen längeren Zeitraum mit einem feststehenden Ensemble arbeitete, sondern vielmehr je nach „Auftragslage“ neue Stücke verfasste und diese im jeweils gegebenen Rahmen an den verschiedensten Orten auf drei Kontinenten vortrug.
Als Komponist repräsentiert Bottesini, wie so viele – insbesondere italienische – Musiker seiner Zeit einen Typus, dessen künstlerische Auffassung vor allem von den Belangen des Musiktheaters geprägt war. „Seine Opern bewegen sich auf der Entwicklungslinie, die von Gaetano Donizetti bis zu Giuseppe Verdi reicht“ resümiert Cesare Casellato, und in verallgemeinerter Form trifft diese Aussage auch auf sein übriges Werk zu. Unmittelbarer Bühnenwirkung wird darin im Großen und Ganzen der Vorrang eingeräumt gegenüber kammermusikalischen Subtilitäten. Eine am sängerischen Ideal des Belcanto orientierte Melodik und ein „sinnlicher“, ebenfalls auf Publikumswirksamkeit bedachter Umgang mit Rhythmik und Agogik spielen eine erheblich größere Rolle als in den eher an harmonischen Neuerungen interessierten Arbeiten deutscher Musiker dieser Zeit. Ausgesprochenes Missfallen äußerte der Italiener an den stark literarisch beeinflussten Vorstellungen vom „Gesamtkunstwerk“, wie sie Richard Wagner vertrat, dessen „besondere Bedeutung ihm fremd blieb“.
Seine zahlreichen Kompositionen, insbesondere wiederum die Opern, waren also prinzipiell Auftragsarbeiten, die am tagesaktuellen Geschmack orientiert waren. Er konnte bei Publikum und Musikern ein recht hohes Maß an Vertrautheit mit den von ihm bevorzugt verwendeten Stilmitteln der italienischen Romantik voraussetzen. Seine Werke sind in aller Regel für gängige Besetzungen verfasst und, ausgehend von einem zugrunde liegenden eigenhändigen Klavierauszug, eher skizzenhaft orchestriert, so dass Bottesini mit dem ihm eigenen Pragmatismus notfalls die Details der Ausführung den Unwägbarkeiten der stetig wechselnden und ihm nicht immer vertrauten Gesangs- und Instrumentalensembles anpassen konnte. Wie nahe gerade die von ihm komponierten Opern teilweise der Gebrauchsmusik stehen, zeigt wohl am deutlichsten die Tatsache, dass neben den Werken selbst auch deren Librettisten heute so gut wie vollständig vergessen sind. Eine Ausnahme stellt hier lediglich die Oper Ero e Leandro (UA Turin 1879, nach dem bekannten griechischen Mythos von Hero und Leander) dar, deren Buch von Verdis Librettisten Arrigo Boito verfasst worden war. Viele Musikhistoriker sehen diese Oper als Bottesinis „bestes Bühnenwerk“. Eine weitere Oper, Marion Delorme, die während des Aufenthaltes in Palermo (1861/62) entstand, ist insoweit ein ambitioniertes Werk, als sie auf einer literarischen Vorlage von Victor Hugo beruht; auch hier arbeitete Bottesini mit einem Verdi-Librettisten, nämlich Antonio Ghislanzoni, zusammen.
Eher ungewöhnlich an Bottesinis Arbeitsweise ist dagegen, dass er seine eigenen Virtuosenkünste auf dem Kontrabass häufig nutzte, um Instrumentalisten und Sänger mit dem musikalischen Kontext oder ihren jeweiligen Einzelstimmen vertraut zu machen. Auch die solistischen Intermezzi, mit denen er seit dem Erfolg in Havanna das Publikum seiner Opern in den Pausen zu unterhalten pflegte, waren eine seiner oft hervorgehobenen Eigenheiten. Bottesinis Erfolg als reisender Dirigent liegt vor allem in seiner musikalischen Vielseitigkeit und Flexibilität angesichts stetig wechselnder Anforderungen, seiner Vertrautheit mit dem Musikbetrieb und Publikumsgeschmack der Epoche und einer ungewöhnlichen Kombination aus persönlicher Integrität und showmanship begründet.
Bottesinis Wirken als Kontrabass-Solist ist also mit seiner Arbeit als Dirigent und Komponist auf mannigfaltige Weise verwoben. Insbesondere setzte er eine bereits von seinen Vorläufern (darunter vor allem Domenico Dragonetti und Johannes Matthias Sperger) geprägte Tradition fort, die Stücke für den eigenen Solovortrag selbst zu verfassen. Er interpretierte auf seinem Instrument ausschließlich Eigenkompositionen und griff nicht auf die verbreitete Praxis zurück, Transkriptionen von Stücken, die ursprünglich für andere Instrumente verfasst worden waren, anzufertigen. Sofern er fremdes Material verwendete (hauptsächlich in seinen Fantasien und Variationen über Themen aus beliebten Opern) diente ihm diese Vorlage nur als Ausgangsbasis für eigenständige musikalische Gedanken.

Bottesini gavotta.oggThema der Gavotte aus Introduzione e Gavotta, das Tonbeispiel erklingt aufgrund der Kontrabass-Solostimmung in A-Dur.

## Bottesini und Verdi

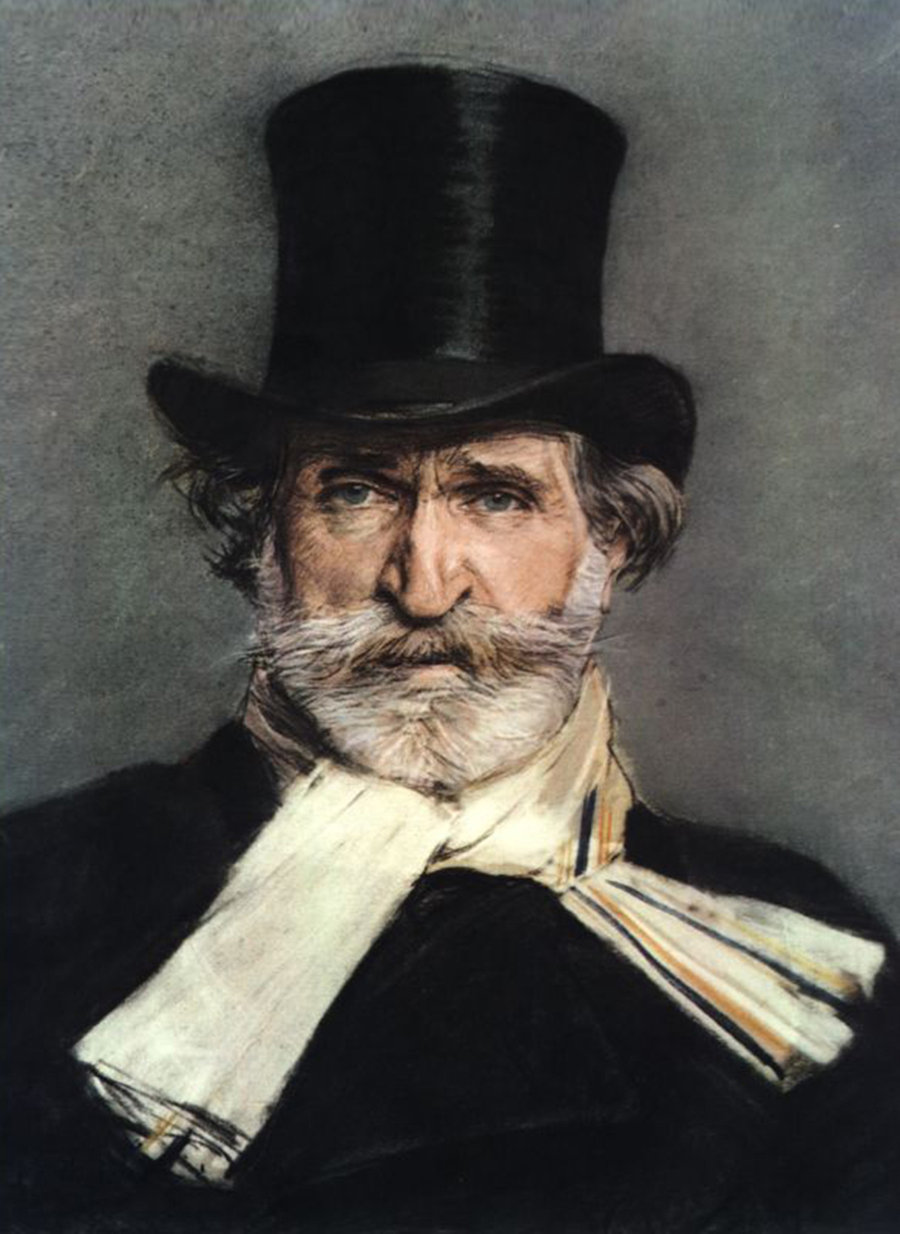
Giuseppe Verdi auf einem Porträt von Giovanni Boldini von 1886.

Verdi und Bottesini waren bereits seit ihrer gemeinsamen Zeit in Venedig eng miteinander befreundet, was durch einen recht umfangreichen Briefwechsel der beiden Musiker lebhaft dokumentiert wird. Ähnlich wie Gioacchino Rossini, mit dem der Bassist gleichfalls freundschaftlichen Umgang hatte, äußerte auch Verdi gelegentlich seine Sorge über die möglichen Folgen des aufwändigen Lebensstils, den Bottesini pflegte:

“Guadagnate molti rubli, teneteli da conto, pensate alla vecchiaia!!!”

„Verdienen Sie weiterhin viele Rubel, aber bewahren Sie sie auch auf, denken Sie an das Alter!!!“

Als das Ende des Virtuosenzeitalters absehbar wurde, weil sich der Publikumsgeschmack zusehends wandelte und weil sich um 1870 erhebliche politische Spannungen in Europa abzeichneten, hielt es Verdi daher für seine Freundespflicht, dem leichtlebigen alternden Bohémien Bottesini eine Zukunftsperspektive zu eröffnen. Am Hofe des ägyptischen Vizekönigs Ismail Pascha genoss Verdi bereits seit dem Erfolg seiner Oper Rigoletto 1869 hohes Ansehen, so dass es dem Komponisten nicht schwerfiel, den an der Khedivischen Oper zur Saison 1871 freiwerdenden Posten des Chefdirigenten an seinen Freund zu vermitteln.
Dieses, wie sich zeigen sollte, längste dauerhafte Engagement in Bottesinis Karriere begann mit einem furiosen Auftakt, da Bottesini umgehend mit den Proben zu Aida beginnen konnte. Ein weiteres Mal beeinträchtigten die Wirren des Deutsch-Französischen Krieges seine Arbeit, denn aufgrund der deutschen Belagerung der französischen Hauptstadt und der anschließenden Pariser Kommune gelang es nicht, die aufwändigen Kostüme und Requisiten rechtzeitig für den Transport nach Ägypten bereitzustellen. Entgegen verschiedenen, zum Teil bis heute kolportierten Legenden hatte der Uraufführungstermin einer der berühmtesten Verdi-Opern – der 24. Dezember 1871 – keinen speziellen Anlass, sondern ist das Resultat einer politisch bedingten Verspätung. Verdi, der sich während dieser Zeit in Genua aufhielt, erörterte viele Details der Inszenierung in seinem Briefwechsel mit Bottesini. Am 17. Oktober schrieb der Komponist (offensichtlich noch in Erwartung einer unmittelbar bevorstehenden Premiere):

“Carissimo Bottesini! Ti sono ben grato di avermi dato notizie delle prime prove d’Aida e spero, che me ne darai altre quando sarai in orchestra, e più mi darai anche notizie esatte, sincere, vere, dell’esito della prima sera  […].”

„Lieber Bottesini! Ich bin Dir sehr dankbar, dass Du mir Nachricht über die ersten Proben zur „Aida“ gegeben hast, und ich hoffe, dass Du weitere schicken wirst, wenn Du mit dem Orchester geprobt hast. Außerdem bitte ich Dich um genaue, aufrichtige und wahre Nachricht über den Erfolg des ersten Abends.“

Wie gut Bottesini mit den ästhetischen Zielsetzungen seines Freundes vertraut war, zeigt sich vielleicht am besten an der Tatsache, dass es ihm ohne Schwierigkeiten gelang, Verdis im Falle der Aida sehr detaillierte Vorstellungen hinsichtlich der Inszenierung zur größten Zufriedenheit des Komponisten umzusetzen, obwohl die beiden Musiker nur brieflich miteinander kommunizieren konnten.
Doch beschränkte sich Verdis Wertschätzung keineswegs auf die Fähigkeiten Bottesinis als Dirigent. Seine Opern zeigen in der Behandlung der Kontrabass-Stimmen deutlich den Einfluss des virtuosen Freundes:

„Eine engere Bindung zwischen schöpferischem und ausübendem Musiker, als sie zwischen Verdi und Bottesini bestand, ist kaum mehr denkbar. Dementsprechend vermochte Verdi die Verwendungsmöglichkeiten des Kontrabasses im Orchester seiner Zeit weitgehend auszuschöpfen. Er schrieb das schönste Kontrabaßsolo der Opernliteratur, und in jeder seiner Opern sowie im Requiem bewies Verdi mit einigen fachmännisch angelegten Aufgaben, wie wirkungsvoll der Kontrabaß eingesetzt werden kann.“

## Die letzten Jahre

Bottesini um 1870

Bottesini blieb bis 1878 in Kairo, als das Opernhaus schließlich aufgrund der schon seit längerem zerrütteten Finanzen des ägyptischen Vizekönigreichs geschlossen werden musste. Obwohl nun bereits auf die sechzig zugehend, ließ er sich nicht davon abhalten, umgehend wieder zu seinem Lebensstil als reisender Virtuose und Dirigent zurückzukehren. Da dies in Europa zunehmend schwieriger wurde, überquerte er 1879 erneut den Atlantik, diesmal für eine ausgedehnte Tournee durch Südamerika. Neben Auftritten im Opernhaus von Buenos Aires und in Montevideo spielte er auch in Rio de Janeiro (damals noch die Hauptstadt Brasiliens) vor Kaiser Dom Pedro II. Erst in den 1880er Jahren begann Bottesini sein umfangreiches Reisepensum langsam einzuschränken. Er hielt sich nun wieder häufig in seiner Heimat Italien auf, wo er für das Königliche Opernhaus in Turin mehrere erfolgreiche Werke verfasste.
Noch einmal machte Verdi seinen Einfluss für Bottesini geltend, und so konnte dieser am 3. November 1888 den Posten als Direktor des Regio Conservatorio di Parma antreten. Bevor sich erste Erfolge der von ihm eingeführten neuen Unterrichtsmethoden zeigen konnten, starb der Musiker nach kurzer, schwerer Krankheit am 7. Juli des darauffolgenden Jahres. Seinem Wunsch gemäß wurde er auf dem Städtischen Friedhof von Parma (Cimitero della Villetta) in unmittelbarer Nähe der Grabstätte seines großen Vorbilds Paganini beigesetzt.

## Ehrungen
Bereits zu Lebzeiten wurden Bottesini zahlreiche Ehrungen zuteil, vor allem Ehrenmitgliedschaften vieler Musikvereine und Akademien in aller Welt, wobei die für eigens ihn geprägte Silbermedaille des Pariser Conservatoire wohl eine der exklusivsten und von ihm selbst am meisten geschätzten Würdigungen war. Ferner erhielt er zahlreiche Orden und Ehrenzeichen, darunter die Krone von Italien, die türkische Medjedie, San Jago de Portugal, der portugiesisch-vatikanische Christusorden sowie die spanischen Orden Isabel la Católica und Carlos III de España.
Die Bürger von Bottesinis Heimatstadt Crema finanzierten die Errichtung eines Denkmals zu Ehren des Musikers, das am 13. Oktober 1901 mit großem Pomp und vor zahlreichen Gästen aus Italien und dem Ausland enthüllt wurde.

## Werke (Auswahl)
Die folgende Übersicht über Bottesinis kompositorisches Schaffen muss (abgesehen von den Opern) schon deswegen lückenhaft bleiben, weil ein Verzeichnis seines Gesamtwerkes bis jetzt noch nicht angelegt wurde. Insbesondere zu vielen seiner Liedkompositionen sind kaum Angaben greifbar.

### Opern
- Cristoforo Colombo (Colón en Cuba). Dramma lirico in einem Akt. Libretto: Ramón de la Palma und Rafael María de Mendive. UA 1847 Havanna
- L’Assedio di Firenze. Dramma lirico in 3 Akten. Libretto: F. Manetta und Carlo Corghi (nach Francesco Domenico Guerrazzi). UA 1856(57?) Paris
- Il Diavolo della Notte. Melodramma semiserio in 4 Akten. Libretto: Luigi Scalchi. UA 1858 Mailand
- Marion Delorme. Opera seria in 3 Akten. Libretto: Antonio Ghislanzoni. UA 1862 Palermo
- Vinciguerra il Bandito. Operette in einem Akt. Libretto: Eugène Hugot und Paul Renard. UA 1870 Monte Carlo
- Alì Babà. Opera comica in 4 Akten. Libretto: Emilio Taddei. UA 1871 London
- Ero e Leandro. Tragedia lirica in 3 Akten. Libretto: Arrigo Boito. UA 11. Januar 1879 Turin (Teatro Regio)
- La Regina del Nepal. Opera seria in 2 Akten. Libretto: B. Tommasi da Scaccia. UA 1880 Turin
- Nerina. Idillio in einem Akt. Libretto: Herzog Proto di Maddaloni. UA 1882 Neapel
- Azaële o La Figlia dell’Angelo (nicht aufgeführt).
- Cedar (nicht aufgeführt).
- Nerina (nicht aufgeführt).
- Babele (komische Oper; nicht aufgeführt).

### Werke für Kontrabass
Bottesinis Œuvre für Kontrabass umfasst mehrere Dutzend Stücke, von denen hier nur einige der beliebtesten aufgeführt werden.
- Grande Allegro (Concerto in uno tempo)
- Concerto No.1 in fis-Moll
Auch in verschiedenen (vereinfachenden) Transpositionen als Studienkonzert für Kontrabass u. ä.
- Concerto No.2 in h-Moll
- Introduzione e Variazioni „Il Carnevale di Venezia“
- Introduzione e Gavotta in A-Dur
- Introduzione e Fuga
- Elegia No.1 in re
- Elegia No.2 in mi minore
- Fantasia „Beatrice di Tenda“
Über Themen der gleichnamigen Oper von Vincenzo Bellini
- Fantasia „La Sonnambula“
Ähnlich wie das vorhergehende Stück von der gleichnamigen Bellini-Oper inspiriert
- Tarantella in a-Moll
- Bolero in a-Moll
- Polka
- Rêverie
- Concerto di Bravura
- Capriccio di Bravura
- Nel cor più non mi sento
Variationen über eine Arie von Giovanni Paisiello
- La Fleur, Charakterstück
Für die herkömmliche Orchester- oder G-Stimmung

Für zwei Kontrabässe:
- Gran Duo Concertante
Die ursprüngliche Fassung für zwei Kontrabässe ist Bottesinis Lehrer Luigi Rossi gewidmet. Im heutigen Repertoire häufiger vertreten ist die von Camillo Sivori besorgte Bearbeitung für Kontrabass und Violine, es existiert eine weitere Fassung für Kontrabass und Klarinette.
- Passione Amorosa
- Tre Grandi Duetti

### Geistliche Musik
- Messa da Requiem (UA 1881, Turin)
- The Garden of Olivet, Oratorium (1887, Norwich)

### Sonstige Gattungen

#### Orchesterwerke
- Sinfonia Caratteristica in D-Dur (UA 1863, Paris)
- Fantasia funebre a grande orchestra alla memoria del Colonnello Nullo (Neapel Aug. 1863)
- Sinfonia „Graziella“ (Paris, o. J.)
- Notti Arabe (1878)
- Alba sul Bosforo (1881, Turin)

#### Kammermusik
- 11 Streichquartette, darunter vor allem das Streichquartett in D-Dur, mit dem Bottesini 1863 bei einem Kompositionswettbewerb in Florenz den Concorso Basevi gewann.[30]
- Mehrere Streichquintette, darunter vor allem das Gran Quintetto für 2 Violinen, Viola, Violoncello und Kontrabass

#### Vokalmusik
Offenbar verfasste Bottesini zahlreiche Liedkompositionen, meist in der herkömmlichen Besetzung für Gesang mit Klavierbegleitung. Diese wurden zu seinen Lebzeiten zum Teil in Sammlungen von Musikstücken verschiedener Komponisten veröffentlicht. Einige dieser Werke existieren auch nur als Autographen in den Archiven verschiedener Bibliotheken vor allem Italiens sowie in Österreich, Frankreich und den USA.

### Lehrwerk
- Metodo per il Contrabbasso

Ursprünglich (ohne Jahresangabe) bei Ricordi in Mailand sowie 1872 in einer französischen Fassung bei Escudier in Paris erschienen, ist Bottesinis Lehrbuch für den Kontrabass heute auch in einer zweibändigen, leicht überarbeiteten Ausgabe bei der Londoner Yorke Edition verlegt. Das Werk unterscheidet sich erheblich von den meisten anderen gängigen Kontrabass-Methoden, da es – Bottesinis virtuoser Perspektive entsprechend – sein Hauptaugenmerk nicht so sehr auf die Vermittlung der für den Orchester-Kontrabassisten wichtigen Fertigkeiten und Kenntnisse legt, sondern anhand kurzer Etüden auf einen melodisch-rhythmisch ausdrucksvollen musikalischen Solovortrag vorbereiten will.

## Instrumentalstil und -technik

Die von Bottesini eingeführten Neuerungen in Bogen- und Fingersatztechnik in einer zeitgenössischen Darstellung (1876).

Zeitlebens war der Testore-Bass das bevorzugte Instrument Bottesinis, das er, wie es der italienischen Tradition entsprach, mit drei Saiten bespannt hatte. Diese stimmte er in den frühen Jahren nach dem Vorbild seines Vorläufers Domenico Dragonetti auf die Töne A1, D und G – also genau wie die heute im Orchester übliche Stimmung des (meist vier- oder fünfsaitigen) Basses, wobei die tiefen Saiten weggelassen sind. Die dreisaitige Bespannung lässt das Instrument offener und klarer klingen, was für den vorwiegend solistisch spielenden Bottesini ein ausschlaggebendes Kriterium war. Um seinem Instrument weitere Klangfülle zu entlocken, bevorzugte er eine ungewöhnlich hohe Saitenlage, was für ihn als sehr athletisch gebauten Mann mit großen, kraftvollen Händen keine besondere technische Hürde darstellte. Bereits zu einem frühen Zeitpunkt in seiner Karriere ging Bottesini dazu über, den Bass einen Ganzton höher einzustimmen (also nun H1, E und A), weil er auf diese Weise etwas dünnere und dadurch brillanter klingende Saiten aufziehen konnte. Diese so genannte „Solostimmung“ hat Schule gemacht und wird bis heute von den allermeisten klassischen Virtuosen für den Vortrag des Kontrabass-Solorepertoires bevorzugt.
Der englische Bassist und Musikverleger Rodney Slatford, der sich seit den 1970er Jahren um die zeitgemäße Neuedition des Bottesini-Oeuvres verdient gemacht hat, wies jedoch darauf hin, dass der Italiener sich keineswegs nur auf diese Skordatur beschränkte, vielmehr habe er „seine aus Seide hergestellten Saiten von einem halben Ton bis zu einer Quarte höher gestimmt, als es zu seinen Zeiten üblich war.“ Auf Seide als Material seiner Saiten griff Bottesini nicht zuletzt deswegen zurück, weil diese unter den Bedingungen tropischer und subtropischer Klimate, in denen er sich häufig aufhielt, ein belastbarerer Werkstoff ist als der bis dahin allgemein übliche Naturdarm. Da sie aber auch die von ihm bevorzugten spieltechnischen Effekte begünstigt, setzten sich die so hergestellten Saiten unter Virtuosen zu einem gewissen Maß durch, bis in den 1920er Jahren die ersten Stahlsaiten aufkamen. Gewisse Vorzüge in Klang und Bespielbarkeit führten jedoch dazu, dass das von Bottesini popularisierte Material seit Beginn des 21. Jahrhunderts wiederentdeckt wurde, auch Kunststoffe mit der Seide vergleichbaren Eigenschaften wurden mittlerweile eingeführt.
Eine weitere Neuerung, die maßgeblich auf Bottesinis Vorbild zurückgeht, ist die Einführung eines Kontrabassbogens, der in Bauweise und Spielhaltung an dem des Violoncellos orientiert ist. Dieser eignete sich zur Bewältigung der rasanten Läufe, der reichen Verzierungen und für die vielen Passagen in hohen und höchsten Lagen, die Bottesinis Kontrabass-Spielweise kennzeichnen, weit besser als der etwas altertümliche, kurze und stark konvex geformte Bogen, wie ihn noch Dragonetti verwendet hatte.

## Musikalische Wirkung

Altersporträt Bottesinis. Die Widmung an Emmanuel Nelson deutet darauf hin, dass das Bild zeitlicher Nähe zur Uraufführung des Garden of Olivet 1887 entstand.

Wenn auch Bottesinis übriges Werk weitgehend in Vergessenheit geraten ist, so erfreuen sich seine Kompositionen für Kontrabass nach wie vor größter Beliebtheit unter den Spielern des Instruments. Kaum ein bedeutender Solist verzichtet bei Vortragsabenden oder CD-Aufnahmen darauf, zumindest auf eines der als technisch nach wie vor als höchst anspruchsvoll geltenden Bravourstücke zurückzugreifen, die bis heute als Gradmesser der Vertrautheit mit dem virtuosen Stil der italienischen Romantik betrachtet werden. Einige Bassisten, darunter vor allem der Österreicher Ludwig Streicher (1920–2003), haben sogar das Gesamtwerk Bottesinis für dieses Instrument aufgeführt beziehungsweise eingespielt.
Die andauernde Beliebtheit des Bottesini-Oeuvres ist allerdings zumindest teilweise darauf zurückzuführen, dass „namhafte“ Komponisten bis auf den heutigen Tag dazu neigen, den Kontrabass kaum für solistische Aufgaben heranzuziehen. Die Komposition anspruchs- und effektvoller Vortragsstücke für das technisch widerspenstige Instrument verlangt eine intime Kenntnis der Möglichkeiten und Beschränkungen des Fingersatzes, über die für gewöhnlich nur Spieler des Instruments selbst verfügen. Unter seinesgleichen ist Bottesini aber, auch infolge seiner langen Karriere, bis heute einer der mit Abstand produktivsten Verfasser geeigneter Werke. Erst in jüngerer Vergangenheit hat mit François Rabbath wieder ein Bassist in der Nachfolge des italienischen Altmeisters durch seine zahlreichen Kompositionen ein vergleichbares Interesse bei Publikum und Fachwelt hervorgerufen – wenn auch in einem stilistisch moderneren Umfeld.
Angeregt vom Vorbild Bottesinis haben viele Kontrabassisten eine zweite Karriere als Dirigent verfolgt. Zu den bekanntesten gehören der gebürtige Russe Sergei Alexandrowitsch Kussewizki, der langjährige musikalische Leiter des Boston Symphony Orchestra, sowie der Inder Zubin Mehta und der Deutsch-Ägypter Nabil Shehata.